# Prehistoric Knife Fight
Prehistoric Knife Fight is de eerste en tot nu toe enige single van de Amerikaanse poppunkband Smoke or Fire. De single werd uitgegeven op 7-inch vinyl door Fat Wreck Chords op 16 maart 2010. De single bevat het nummer "Speak Easy", wat later werd opnieuw opgenomen voor het derde studioalbum van de band (The Speakeasy). De titel van het nummer werd veranderd naar "The Speakeasy".

## Nummers
1. "Speak Easy" - 2:10
2. "Modesty" - 2:24

## Band
- Joe McMahon - zang, gitaar
- Jeremy Cochran - gitaar
- Ken Gurley - basgitaar
- Dave Atchison - drums